# Hitoshi Sugai
Hitoshi Sugai –en japonés, 須貝 等, Sugai Hitoshi– (Furubira, 29 de diciembre de 1962) es un deportista japonés que compitió en judo. Ganó dos medallas de oro en el Campeonato Mundial de Judo en los años 1985 y 1987, y una medalla de plata en los Juegos Asiáticos de 1986.
Participó en los Juegos Olímpicos de Seúl 1988, donde finalizó duodécimo en la categoría de –95 kg.

## Palmarés internacional
| Campeonato Mundial | Campeonato Mundial   | Campeonato Mundial | Campeonato Mundial |
| Año                | Lugar                | Medalla            | Categoría          |
| ------------------ | -------------------- | ------------------ | ------------------ |
| 1985               | Seúl (Corea del Sur) | Medalla de oro     | –95 kg             |
| 1987               | Essen (RFA)          | Medalla de oro     | –95 kg             |
| Juegos Asiáticos   |                      |                    |                    |
| Año                | Lugar                | Medalla            | Categoría          |
| 1986               | Seúl (Corea del Sur) | Medalla de plata   | –95 kg             |